# Henri-Georges Adam
Henri-Georges Adam (París, 14 de enero de 1904 - Perros-Guirec, 27 de agosto de 1967) fue un pintor, artista gráfico, escultor y diseñador de tapices monumentales, así como profesor de secundaria francés. Perteneció a la Escuela de París.

## Datos biográficos
Henri-Georges Adam, hijo de un bretón, pasó los veranos de su infancia y juventud en Bretaña, en Saint-Malo y su suburbio de Saint-Servan. Después de asistir a una escuela de relojería comenzó en 1918, a trabajar como joyero y orfebre en el taller de su padre en el distrito de Marais de París.
A partir de 1925 Henri-Georges Adam asistió a clases nocturnas en una escuela de arte en el barrio de Montparnasse y comenzó a trabajar en 1926 como profesor de arte en la ciudad de París.
Desde 1928 produjo satíricos dibujos y caricaturas de políticos. Waldemar George escribió en 1968 acerca de él: "Su mente es apocalíptica y burla cínica de la misma naturaleza que la de Rouault ilustrando la miseria y la guerra. Todos los Tabús de anarquista y pacifista antimilitarista, se dan en Adam. Se burla de los mitos de la Patria, la Familia y la diversión de la Religión.  "
En el año 1934, Adam comenzó a producir grabados y aguafuertes. Frecuentó los círculos de los surrealistas, formados por artistas como André Breton, Louis Aragon y Paul Éluard.
En el año 1936 Adam comenzó un ciclo expresionista con grabados, que se ocupa de los desastres de la guerra (sobre todo dedicados a la guerra civil española). Adam ingresó también en 1936, en la Asociación de Escritores y Artistas Revolucionarios (AEAR). Formaron parte de este grupo artistas como Maurice Estève, Alfred Manessier, Edouard Pignon y Arpad Szenes. Participó en una exposición colectiva, junto con Pablo Picasso, Henri Matisse, Georges Rouault, Raoul Dufy, Fernand Léger, Marc Chagall, Chaïm Soutine, Ossip Zadkine, Roger Bissière y Édouard Pignon, que ocupó temporalmente el teatro de la Alhambra de París.
En 1939 fue reclutado para el servicio militar y siendo prisionero de guerra de los alemanes, en 1940 fue agregado como auxiliar de enfermería en el Hospital Saint-Jacques en Besançon. Realizó numerosos dibujos retratando a los soldados heridos.
Desde 1942, Henri-Georges Adam comenzó con la escultura. Fue en octubre de 1943, junto con Gastón Diehl, Léon Gischia, Jean Moal, Alfred Manessier, Edouard Pignon y Gustave Singier uno de los quince fundadores del Foro de artistas del Salón de Mayo.
En el mismo año creó la decoración y el vestuario, máscaras, y dos estatuas de cuatro metros de alto para una puesta en escena de " Las moscas " de Jean-Paul Sartre.
Adam mantuvo una amistad con Pablo Picasso, y puso a su disposición el taller en la rue des Grands-Augustins donde pudo trabajar de 1948 a 1950.
Desde 1947 comenzó con la creación de tapices en blanco y negro, de estilo abstracto y gran formato, para lo cual desarrolló una técnica de producción propia.
En 1952, Adam tiene una primera retrospectiva de sus obras completas en París.
Desde 1950 hasta 1955 Adam fue maestro de dibujo en la escuela de arte en el barrio de Antony, la escuela ahora lleva su nombre. En 1955, el Stedelijk Museum de Ámsterdam organiza por primera vez una exposición retrospectiva de su obra.
Henri-Georges Adam creó en los años 1956 y 1957, su serie más famosa de grabados dedicados al Juego de la mar y la arena, con las tonalidades del granito de Penmarch en Bretaña. En 1957 entregó tapices en la Embajada de Francia en Washington D. C., trabajó en 1958 para el edificio principal de la UNESCO en París y en la Agencia de Air France en Nueva York en 1961. Tras el "Monumento de la Prisionero Político Desconocido" de 1951, siguió Le Signal erigido en la explanada del Museo de Le Havre en 1961.
A estas siguieron en 1962 numerosas esculturas monumentales: El Cisne Blanco para el centro de secundaria Carlomagno en Vincennes (1962), el Obelisco oblicuo (1962) para el pabellón de Francia a la Expo de Montreal en 1967, unas esculturas y murales de la iglesia de Moutier (Suiza) (cuyas pinturas sobre vidrio fueron diseñadas por Manessier entre 1963 y 1967), un mural (22 metros) y la pieza "Diario" de la escuela secundaria en Chantilly (1965), esculturas para La Fleche (1965), Vichy (1960-1966) y para la Casa de la Cultura de Thonon (1966), una fuente para la ciudad Bihorel-les-Rouen (1966), un Minotauro para Segré (1967), el pájaro de granito y la mesa de conferencias para la Escuela Secundaria Técnica de Saint-Brieuc (1967).
En el año 1959 fue nombrado profesor de grabado y luego profesor titular del taller de escultura de la Escuela Nacional Superior de Bellas Artes de París. Allí fue profesor entre otros artistas de la escultora Joséphine Chevry.
Sus talleres estaban cerca de Montlhéry al suroeste de París. Numerosas exposiciones de su obra se llevaron a cabo en los museos franceses y europeos. En 1959 participó en la documenta 2 en Kassel. Otra retrospectiva de su obra se llevó a cabo en 1966 en el Musée National d'Art Moderne de París.
Henri-Georges Adam estaba en plena actividad creativa, a la edad de 63 años, cuando el 27 de agosto de 1967 fue sorprendido por un ataque al corazón del que murió. Está enterrado en el cementerio de Mont-Saint-Michel, su tumba adornada con el diseño de uno de sus tapices.